# Isabel Estapé Tous
Isabel Estapé Tous   (Barcelona, 5 d'abril de 1957) és una economista i notària catalana. Fou la agent de canvi i borsa mes jove quan el 1982, als 24 anys, va guanyar les oposicions. Llicenciada en Ciències Econòmiques i Empresarials per la Universitat Barcelona, és membre del Consell d’Administració de Criteria Caixa des de 2013. Filla del també economista Fabià Estapé, està casada amb el psiquiatre Enrique Rojas amb qui té cinc fills. El 2006 fou la primera dona en ingressar com a acadèmica de número a la Reial Acadèmia de Ciències Econòmiques i Financeres, des de la seva fundació el 1940. El 2020 era professora de l’assignatura d’Introducció a l’Economia Financera a la Facultat de Dret de la Universitat Complutense de Madrid i fou nomenada consellera dominical a Naturgy, en representació de Criteria Caixa.